# NGC 7723
NGC 7723 é uma galáxia espiral barrada (SBb) localizada na direcção da constelação de Aquarius. Possui uma declinação de -12° 57' 40" e uma ascensão recta de 23 horas, 38 minutos e 57,0 segundos.
A galáxia NGC 7723 foi descoberta em 27 de Novembro de 1785 por William Herschel.